# Euphorbia nuda
Euphorbia nuda là một loài thực vật có hoa trong họ Đại kích. Loài này được Velen. mô tả khoa học đầu tiên năm 1891.